# 26993 Littlewood
26993 Littlewood este un asteroid din centura principală de asteroizi.

## Descriere
26993 Littlewood este un asteroid din centura principală de asteroizi. A fost descoperit pe 3 decembrie 1997 la Prescott (Arizona) de Paul G. Comba. Asteroidul prezintă o orbită caracterizată de o semiaxă mare de 2,98 ua, o excentricitate de 0,08 și o înclinație de 2,3° în raport cu ecliptica.